# Златне године
Златне године је пети студијски албум групе Прљаво казалиште. То је први албум на којем је вокал Младен Бодалец. Аутор свих песама је Јасенко Хоура, осим песме „Сладолед“ – ауторке Оље Дуброј, која такође пева у поменутој песми. Иначе, албум је снимљен у студију СИМ у Загребу 1985. године. Албум је сличан албуму Парног ваљка "Покрени се!". Обе садрже по 9 песама, од којих је једна балада и 8 брзих песама.

## Постава
- Јасенко Хоура — ритам гитара, вокал
- Младен Бодалец — вокал
- Маријан Бркић — соло гитара
- Нинослав Храстек — бас гитара
- Тихомир Филеш — бубњеви

### Продукција
- сниматељ – Драган Чачиновић
- музички продуцент — Иван Пико Станчић[1]
- дизајн омота — Анте Матић
- фото — Иво Пуканић
- извршни продуцент — Милан Шкрњуг
- музички уредник, в.д. главног уредника — Синиша Шкарица
- текст, музика и аранжман — Јасенко Хоура, осим (4.) текст и музика — Оља Дуброја